# Ivanhoe Mines
Ivanhoe Mines Ltd., tidigare Ivanplats Ltd., är ett kanadensiskt multinationellt gruvföretag som bryter germanium, guld, koppar, nickel, palladium, platina, rodium, silver och zink i sina gruvor i Demokratiska republiken Kongo och Sydafrika.
Företaget grundades 2012 som Ivanplats Ltd av Robert Friedland efter att han blivit tvingad att avgå som styrelseordförande och VD för sitt gamla företag Ivanhoe Mines, en aktion genomförd av den brittisk-australiska gruvjätten Rio Tinto Group, som ägde 51 % av företaget. Friedland och Rio Tinto hade dock år 2010 kommit överens om ett avtal rörande företagets namn Ivanhoe Mines och det skulle tillfalla Friedland om Rio Tinto skulle få aktiemajoritet i företaget. Företagets aktieägare sa ja till detta och godkände att Ivanhoe Mines skulle få namnet Turquoise Hill Resources om detta hände. I augusti 2013 beslutade båda företagen att byta namn till de nuvarande.
Huvudkontoret ligger i Vancouver i British Columbia.